# 道斯陨击坑
道斯陨击坑(Dawes)是火星示巴湾区的一座撞击坑，中心坐标位于南纬9.2度、东经38度处，直径191公里（119英里），其名称取自英国天文学家威廉·鲁特·道斯（1799年-1868年），他当时更相信火星上只有一层很稀薄的大气，因为火星上的表面标记可很容易地被看到。1973年，该名称被国际天文联合会正式批准接受。

## 描述
撞击坑通常有一圈周围分布着喷射物的边缘，相比之下，火山口一般则没有边缘或喷射沉积物。越大的陨坑（直径大于10公里）常会有一座中心峰，这种中央峰是因撞击后坑底反弹所形成。有时陨石坑会暴露出被掩埋的地层，地下深处的岩石被抛到地表。因此，陨石坑可向我们展示地表深处的构成。

## 图集

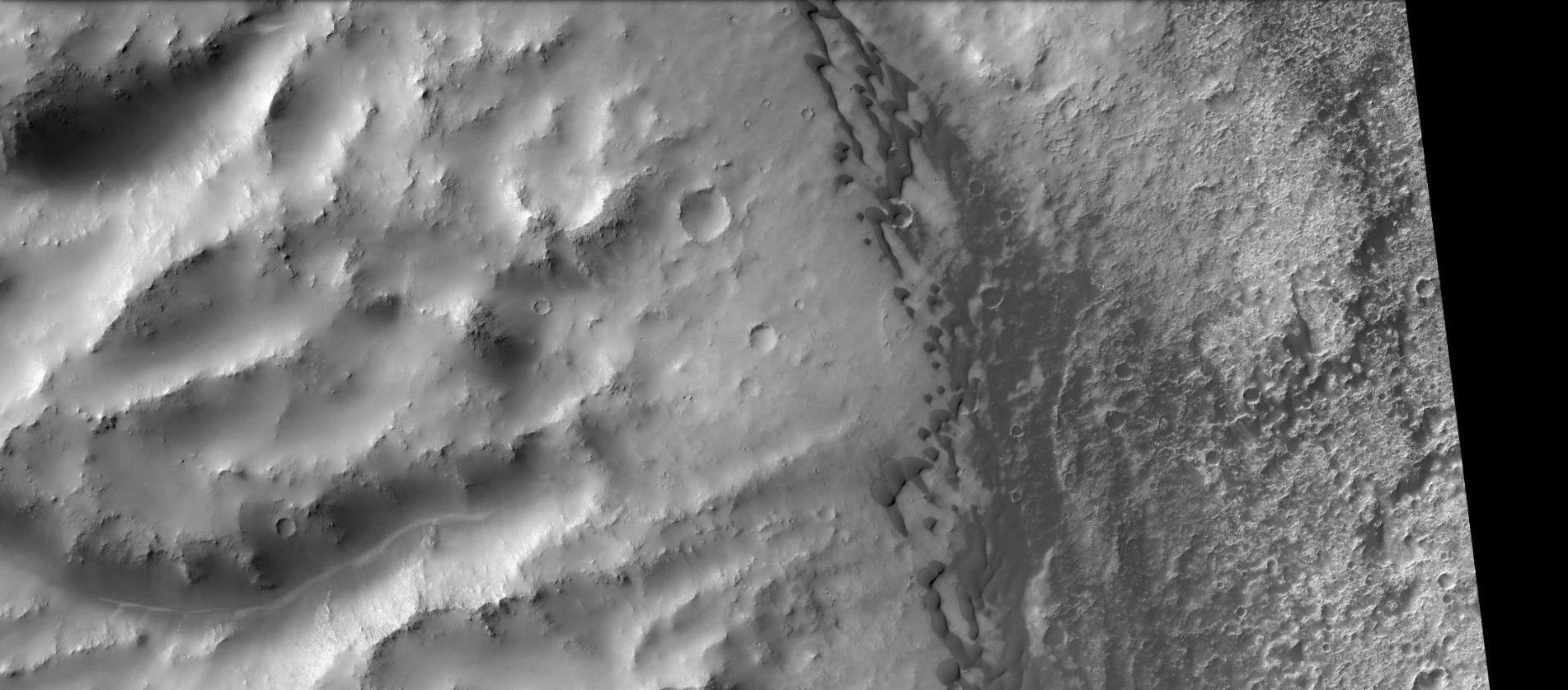
火星勘测轨道飞行器背景相机拍摄的道斯陨击坑的一部分，左侧是被侵蚀的坑壁，右边是陨坑底部的沙丘。
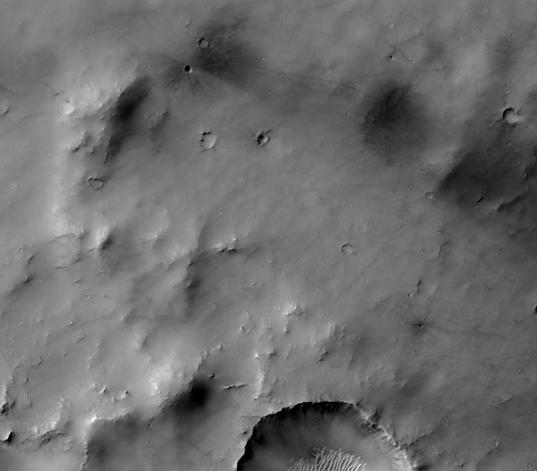
道斯陨击坑底部最新形成的撞击坑。
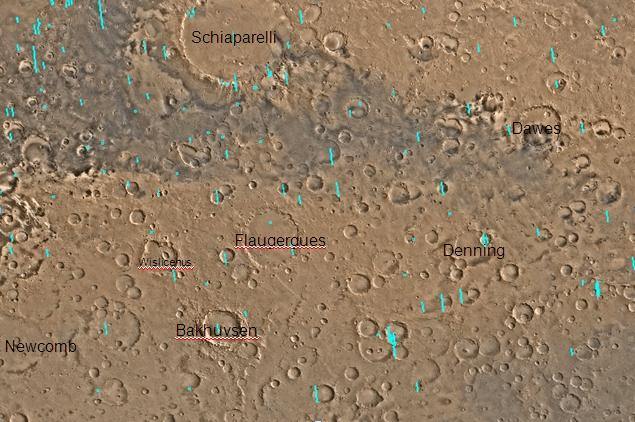
标注了主要特征的示巴湾区地图。

## 另请查看
- 火星撞击坑